# 근육 조직
근육 조직 (muscular tissue 또는 muscle tissue)은 동물의 네 가지 조직 중의 하나이다.

## 종류
골격근 (skeletal muscle), 민무늬근 (smooth muscle, 내장근), 심장근 (cardiac muscle)의 세가지 종류가 있다.
골격근의 경우 뼈, 인대, 힘줄과 함께 길항근이 작용하여 작동한다.

## 같이 보기
- 조직 (tissue)
- 상피 조직 (epithelial tissue)
- 결합 조직 (connective tissue)
- 신경 조직 (nervous tissue)